# Allan O. Hunter
Allan Oakley Hunter (ur. 15 czerwca 1916 w Los Angeles, zm. 2 maja 1995 w Bethesda) – amerykański polityk, członek Partii Republikańskiej.

## Działalność polityczna
W okresie od 3 stycznia 1951 do 3 stycznia 1953 przez jedną kadencję był przedstawicielem 9. okręgu, a od 3 stycznia 1953 do 3 stycznia 1955 przez jedną kadencję przedstawicielem 12. okręgu wyborczego w stanie Kalifornia w Izbie Reprezentantów Stanów Zjednoczonych.